# Prêmio Lasker-DeBakey de Pesquisa Médico-Clínica
O Prêmio Lasker-DeBakey de Pesquisa Médico-Clínica (em inglês:  Lasker-DeBakey Clinical Medical Research Award) é concedido pela Fundação Lasker, para pesquisas sobre o entendimento diagnose, prevenção, tratamento e cura de doenças. A premiação teve seu título mudado em 2008, em memória de Michael DeBakey. Era previamente denominado Albert Lasker Award for Clinical Medical Research.

## Recipientes
- 1946 John Friend Mahoney, Karl Landsteiner (póstumo), Alexander Solomon Wiener, Philip Levine
- 1949 Max Theiler, Edward Calvin Kendall, Philip Showalter Hench
- 1950 Geórgios Papanicolau
- 1951 Élise L'Esperance, Catherine Macfarlane, William Gordon Lennox, Frederic Andrews Gibbs
- 1952 Conrad Elvehjem, Frederick S. McKay, Henry Trendley Dean
- 1953 Paul Dudley White
- 1954 Alfred Blalock, Helen Taussig, Robert Edward Gross
- 1955 Clarence Walton Lillehei, Morley Cohen, Herbert E. Warden, Richard L. Varco, Hoffmann-La Roch Research Laboratories, Squibb Institute for Medical Research, Edward H. Robitzek, Irving Selikoff, Walsh McDermott, Carl Muschenheim
- 1956 Louis N. Katz, Jonas Salk, V. Everett Kinsey, Arnall Patz
- 1957 Rustom Jal Vakil, Nathan S. Kline, Robert H. Noce, Henri Laborit, Pierre Deniker, Heinz Lehmann, Richard Shope
- 1958 Robert Wallace Wilkins
- 1959 John Holmes Dingle, Gilbert Dalldorf, Robert E. Gross
- 1960 Karl Paul Link, Irving S. Wright, Edgar Van Nuys Allen
- 1962 Joseph Edward Smadel
- 1963 Michael DeBakey, Charles Huggins
- 1964 Nathan Schellenberg Kline
- 1965 Albert Sabin
- 1966 Sidney Farber
- 1967 Robert Allan Phillips
- 1969 George Cotzias
- 1970 Robert Alan Good
- 1971 Edward David Freis
- 1972 Min Chiu Li, Roy Hertz, Denis Burkitt, Joseph H. Burchenal, V. Anomah Ngu, John L. Ziegler, Edmund Klein, Emil Frei III, Emil Jay Freireich, James F. Holland, Donald Pinkel, Paul P. Carbone, Vincent Theodore DeVita, Eugene J. Van Scott, Isaac Djerassi, Charles Gordon Zubrod
- 1973 Paul Zoll, William Kouwenhoven
- 1974 John Charnley
- 1975 Godfrey Hounsfield, William Henry Oldendorf
- 1976 Raymond Perry Ahlquist, James Black
- 1977 Inge G. Edler, Carl Hellmuth Hertz
- 1978 Michael Heidelberger, Robert Austrian, Emil C. Gotschlich
- 1980 Cyril Clarke, Ronald Finn, Vincent J. Freda, John G. Gorman, William Pollack
- 1981 Louis Sokoloff
- 1982 Roscoe Brady, Elizabeth Neufeld
- 1983 Mason Sones
- 1984 Paul Christian Lauterbur
- 1985 Bernard Fisher
- 1986 Max Essex, Robert Gallo, Luc Montagnier
- 1987 Mogens Schou
- 1988 Vincent Dole
- 1989 Étienne-Émile Baulieu
- 1991 Yuet Wai Kan
- 1993 Donald Metcalf
- 1994 John Allen Clements
- 1995 Barry Marshall
- 1996 Porter Warren Anderson, Jr., David H. Smith, John Bennett Robbins, Rachel Schneerson
- 1997 Alfred Sommer
- 1998 Alfred George Knudson, Peter Nowell, Janet Rowley
- 1999 David Cushman, Miguel Ondetti
- 2000 Harvey J. Alter, Michael Houghton
- 2001 Robert Geoffrey Edwards
- 2002 Willem Johan Kolff, Belding Hibbard Scribner
- 2003 Marc Feldmann, Ravinder Nath Maini
- 2004 Charles Kelman
- 2005 Alec Jeffreys, Edwin Southern
- 2006 Aaron Temkin Beck
- 2007 Alain Carpentier, Albert Starr
- 2008 Akira Endo
- 2009 Brian Druker, Nicholas Lydon, Charles Sawyers
- 2010 Napoleone Ferrara
- 2011 Tu Youyou
- 2012 Roy Yorke Calne, Thomas Starzl[2]
- 2013 Graeme Milbourne Clark, Ingeborg Hochmair, Blake S. Wilson[3]
- 2014 Alim-Louis Benabid, Mahlon DeLong
- 2015 James Patrick Allison
- 2016 Ralf Bartenschlager, Charles M. Rice, Michael J. Sofia
- 2017 Douglas R. Lowy, John T. Schiller
- 2018 John B. Glen